# Systur
Systur, znane również jako Sigga, Betta og Elín, dawniej Tripolia – islandzki zespół założony w 2011, grający muzykę folkową. Składa się z trzech sióstr: Sigríður, Elísabet i Elín Eyþórsdóttir. Reprezentantki Islandii w 66. Konkursie Piosenki Eurowizji (2022) w Turynie. 

## Historia
Siostry Eyþórsdóttir dorastały w Vesturbær i Grafarvogur w Reykjaviku. Ich matką jest piosenkarka Ellen Kristjánsdóttir, a ojcem – kompozytor i klawiszowiec Eyþór Gunnarsson. Rozpoczęły karierę muzyczną w 2011 wraz z DJ Friðfinnurem „Oculus” Sigurðssonem jako część zespołu Sísý Ey, który nazwały imieniem swojej babci. Jako zespół w 2013 wydały debiutancki singiel „Ain't Got Nobody” w 2013 i wystąpiły na Glastonbury Festival w 2016. 
W 2017 wydały swój pierwszy singiel jako trio Tripolia – „Bounce from the Bottom”. 5 lutego 2022 zostały ogłoszone przez RÚV uczestniczkami programu Söngvakeppnin, islandzkich selekcji do Konkursu Piosenki Eurowizji. 5 marca 2022 zwyciężyły w finale programu, stając się reprezentantkami Islandii w 66. Konkursie Piosenki Eurowizji w Turynie. 10 maja wzięły udział w pierwszym półfinale konkursu i zakwalifikowały się do jego finału.
Wspierają ludzi zmarginalizowanych w swojej społeczności oraz są aktywistkami praw dla osób transpłciowych, szczególnie dla transpłciowych dzieci. 

## Dyskografia

### Single
| Rok                                                      | Piosenka                                           | Najwyższe pozycje na listach | Najwyższe pozycje na listach | Album              |
| Rok                                                      | Piosenka                                           | ISL                          | LTU                          | Album              |
| -------------------------------------------------------- | -------------------------------------------------- | ---------------------------- | ---------------------------- | ------------------ |
| 2013                                                     | „Ain't Got Nobody” (jako członkinie Sísý Ey)       | –                            | –                            | –                  |
| 2014                                                     | „Apart” (Kasper Bjørke, gościnnie: Sísý Ey)        | –                            | –                            | After Forever      |
| 2015                                                     | „Do It Good” (jako członkinie Sísý Ey)             | –                            | –                            | –                  |
| 2017                                                     | „Bounce from the Bottom” (jako Trypolia)           | –                            | –                            | –                  |
| 2017                                                     | „Running” (Hercules and Love Affair feat. Sísý Ey) | –                            | –                            | Omnion             |
| 2017                                                     | „Mystyfied” (jako członkinie Sísý Ey)              | –                            | –                            | –                  |
| 2018                                                     | „Restless”                                         | –                            | –                            | –                  |
| 2022                                                     | „Með hækkandi sól”                                 | 1                            | 38                           | Söngvakeppnin 2022 |
| „–” oznacza, że singel nie był notowany na danej liście. |                                                    |                              |                              |                    |